# Ptghnavank
Le Ptghnavank (arménien : Պտղնավանք ou temple de Ptghnavank, arménien : Պտղնիի տաճար) est une église chrétienne du village de Ptghni dans le marz de Kotayk en Arménie. Bien qu'étant à l'état de ruine, c'est l'un des monuments les plus remarquables de l'architecture arménienne du haut Moyen Âge.
L'édifice est dans un état délabré. Seuls le mur côté nord, la partie est du mur nord, l'arc de soutien oriental du dôme ont été conservés. C'est un des exemples les plus anciens des constructions d'églises en forme de dôme. Sa construction date de la fin du IVe siècle-début du Ve siècle (la date exacte est inconnue). la largeur de l'édifice est de 15,7 mètres sur une longueur de 30,4 mètres. La taille de la salle de prière est de 10,3 mètres sur 23,8 mètres.
Au centre de la partie inférieure de la façade nord se trouve une entrée solennelle surmontée d'un arc. Un peu plus haut, à droite et à gauche sont percées trois fenêtres de même type et même dimension. Les motifs décoratifs sont variés : soit géométriques , soit végétaux. Certains reliefs représentent des images de personnes, d'animaux et d'oiseaux.
Les fenêtres de la façade sont également décorées de reliefs, exemples exceptionnels de l'architecture religieuse du haut Moyen Âge. Notre-Dame, le Christ, les apôtres sont les sujets représentés. Il subsiste également des reliefs séculaires dont l'un représente un cavalier dénommé Manuel Amatouni, frappant d'une flèche une bête blessée. À droite de ce relief figure un autre représentant un homme luttant contre un lion avec une lance, que l'on peut vraisemblablement identifier comme le fils de Manuel Amatouni — Saak Amatouni.

## Galerie

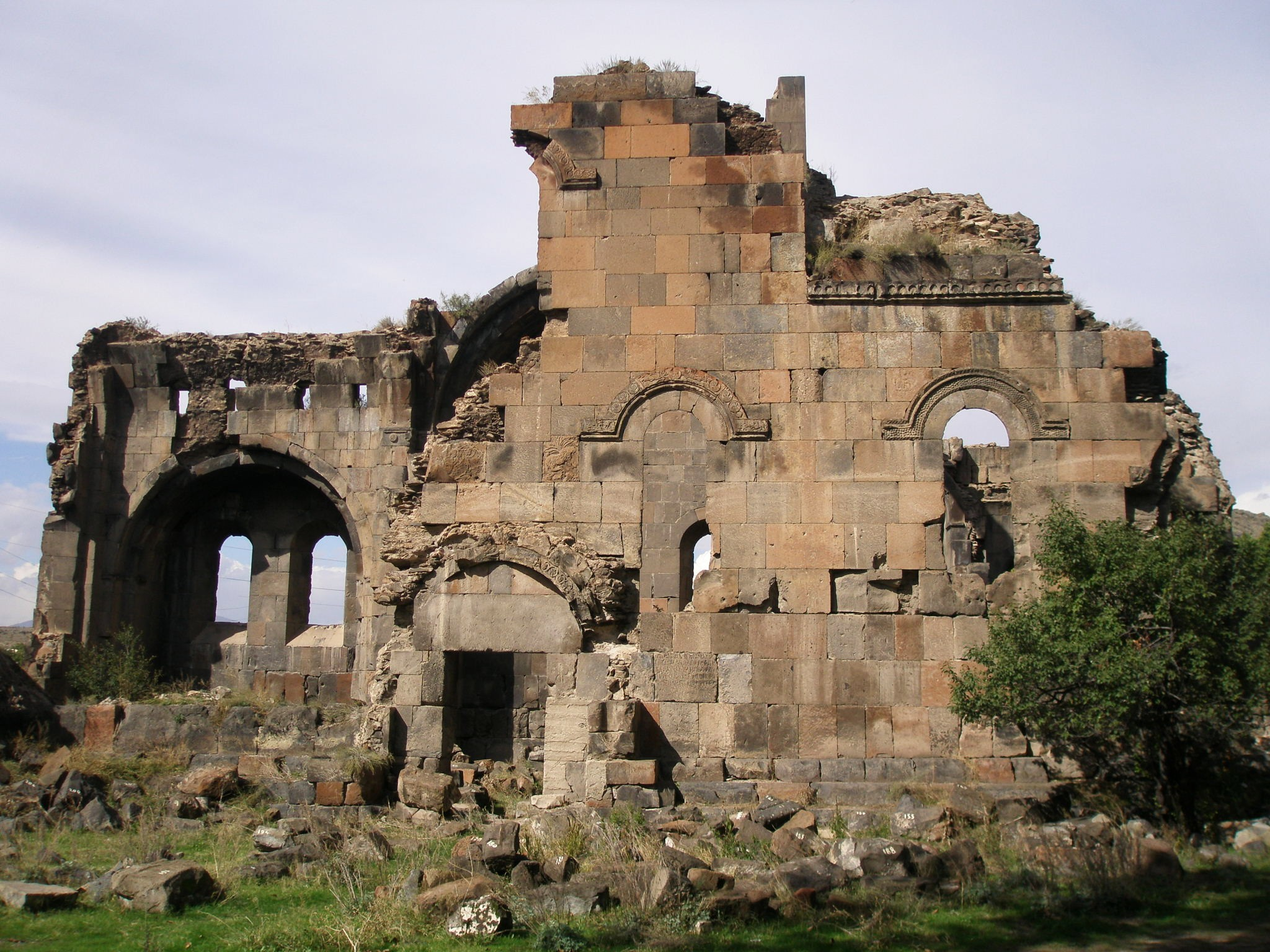
Vue du côté opposé à la façade.
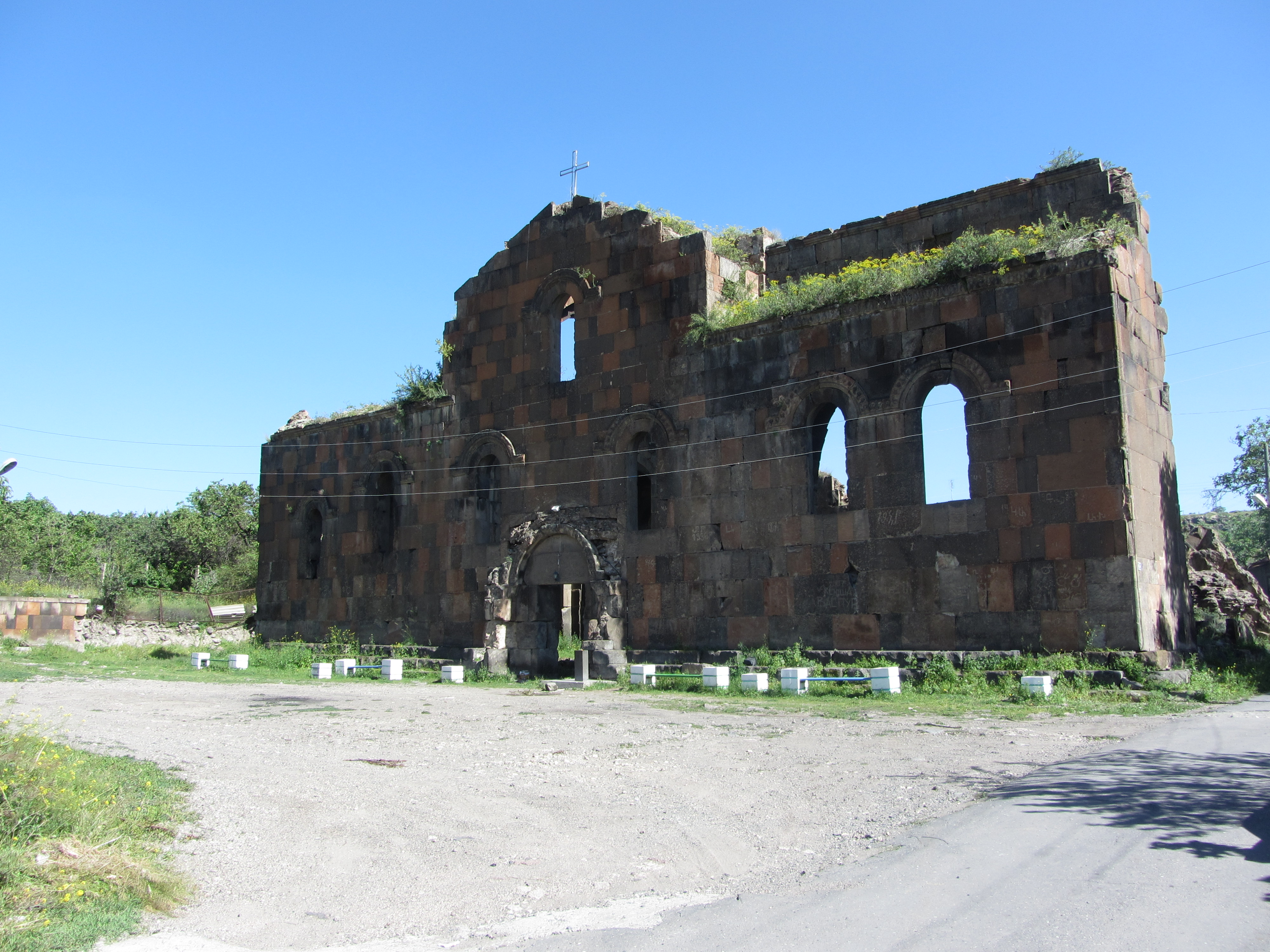
Vue générale
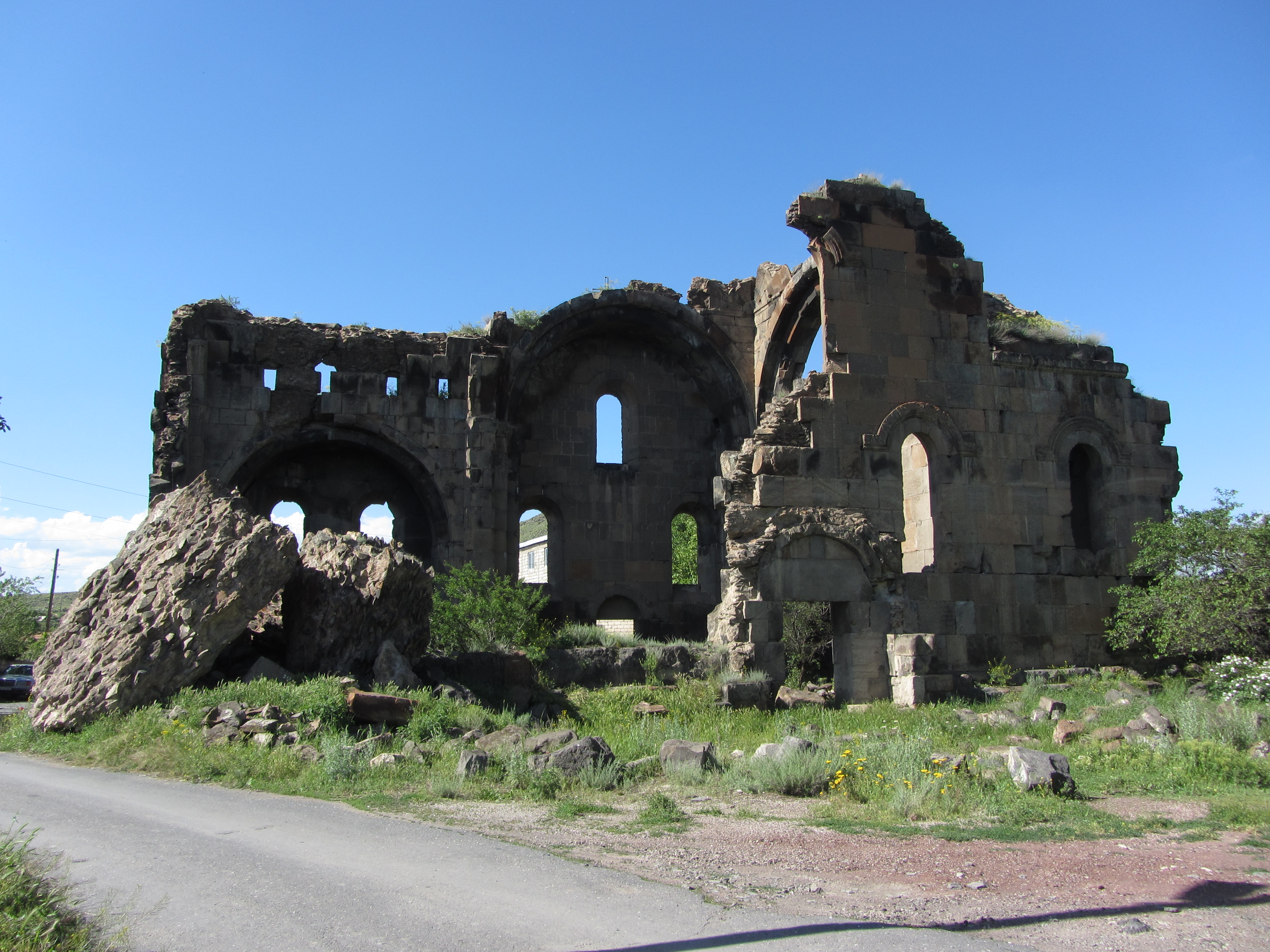
Vue du côté sud
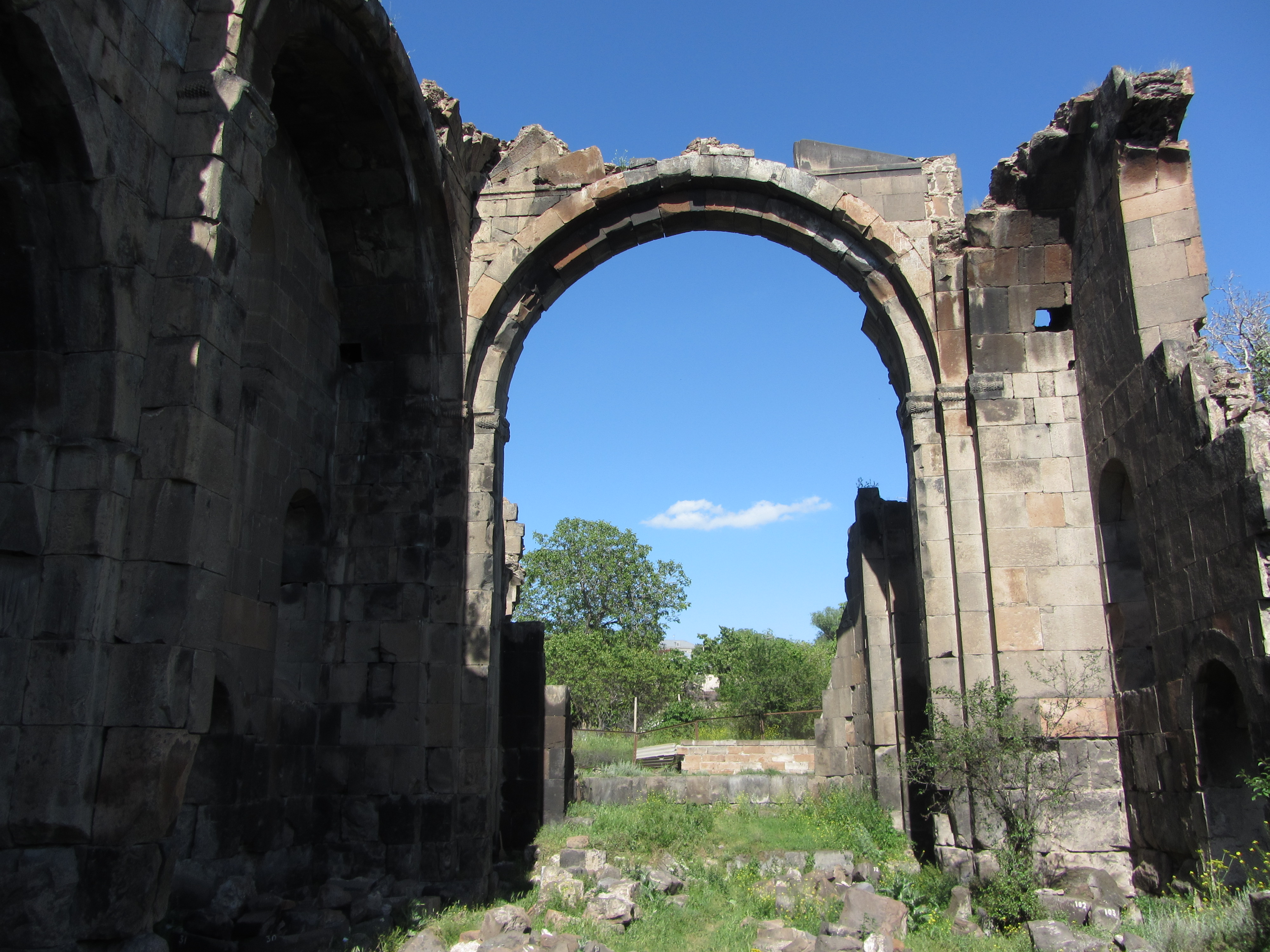
arcade
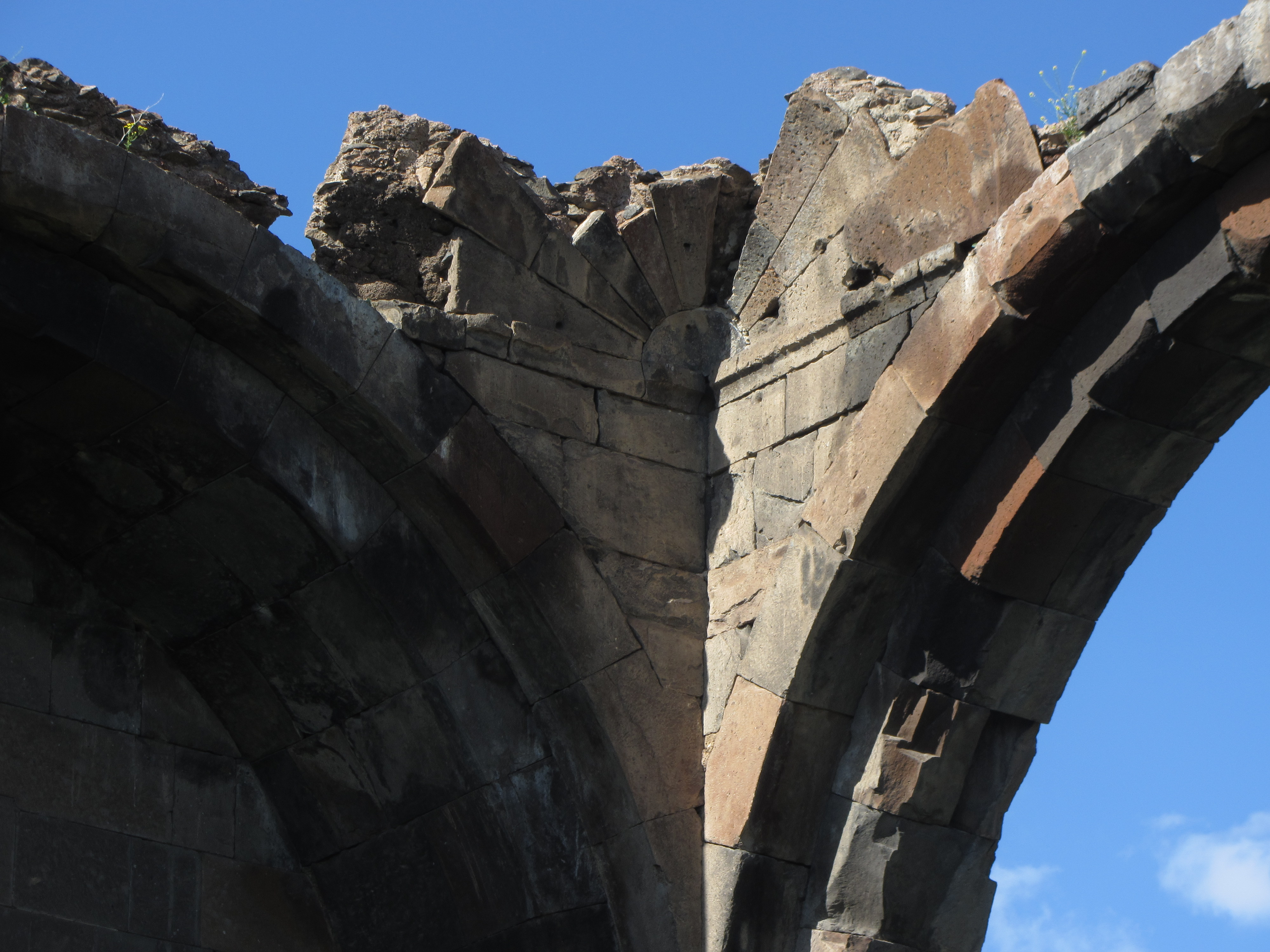
joint de deux arcs
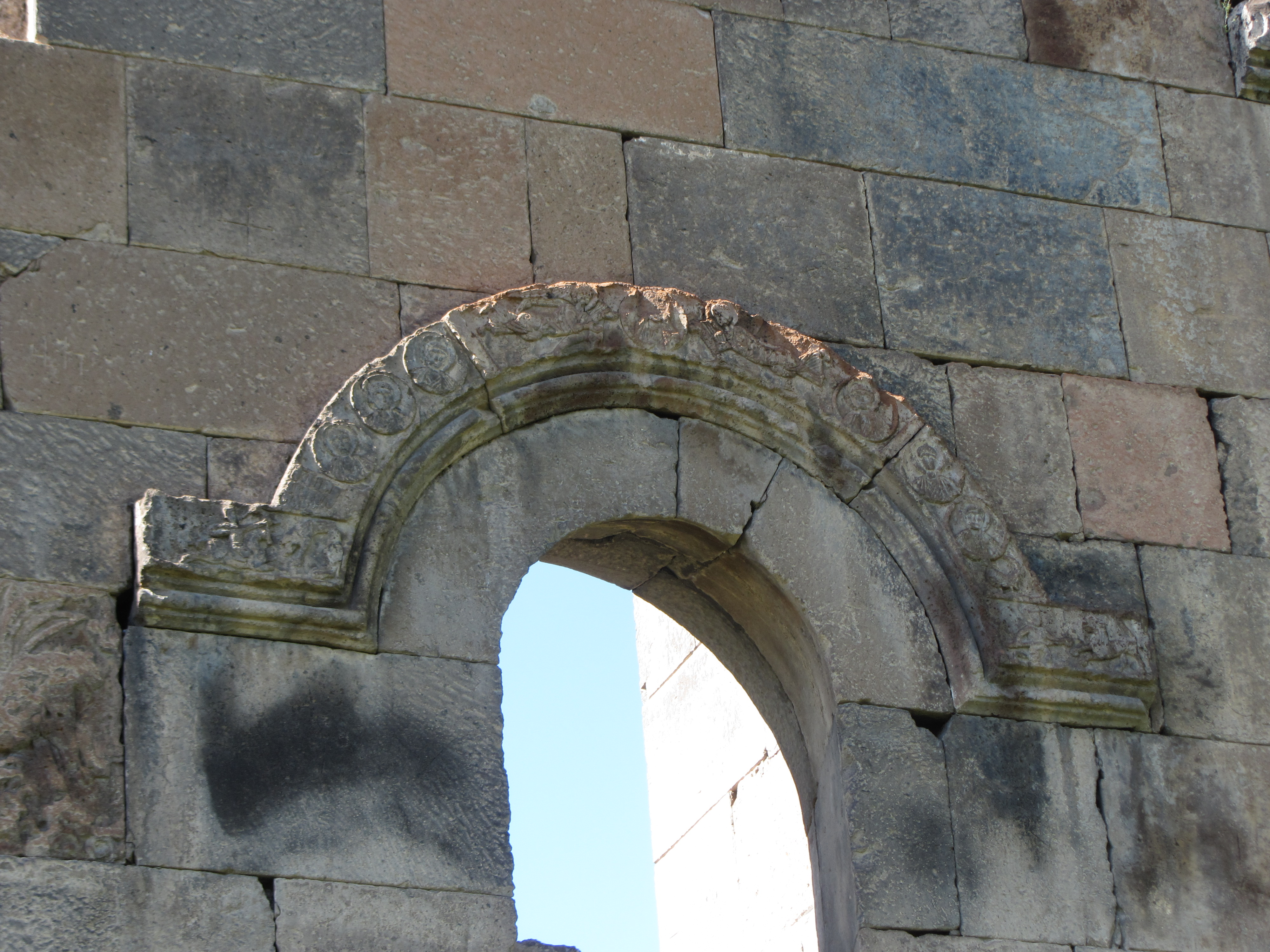
décoration de deux ouvertures de fenêtres
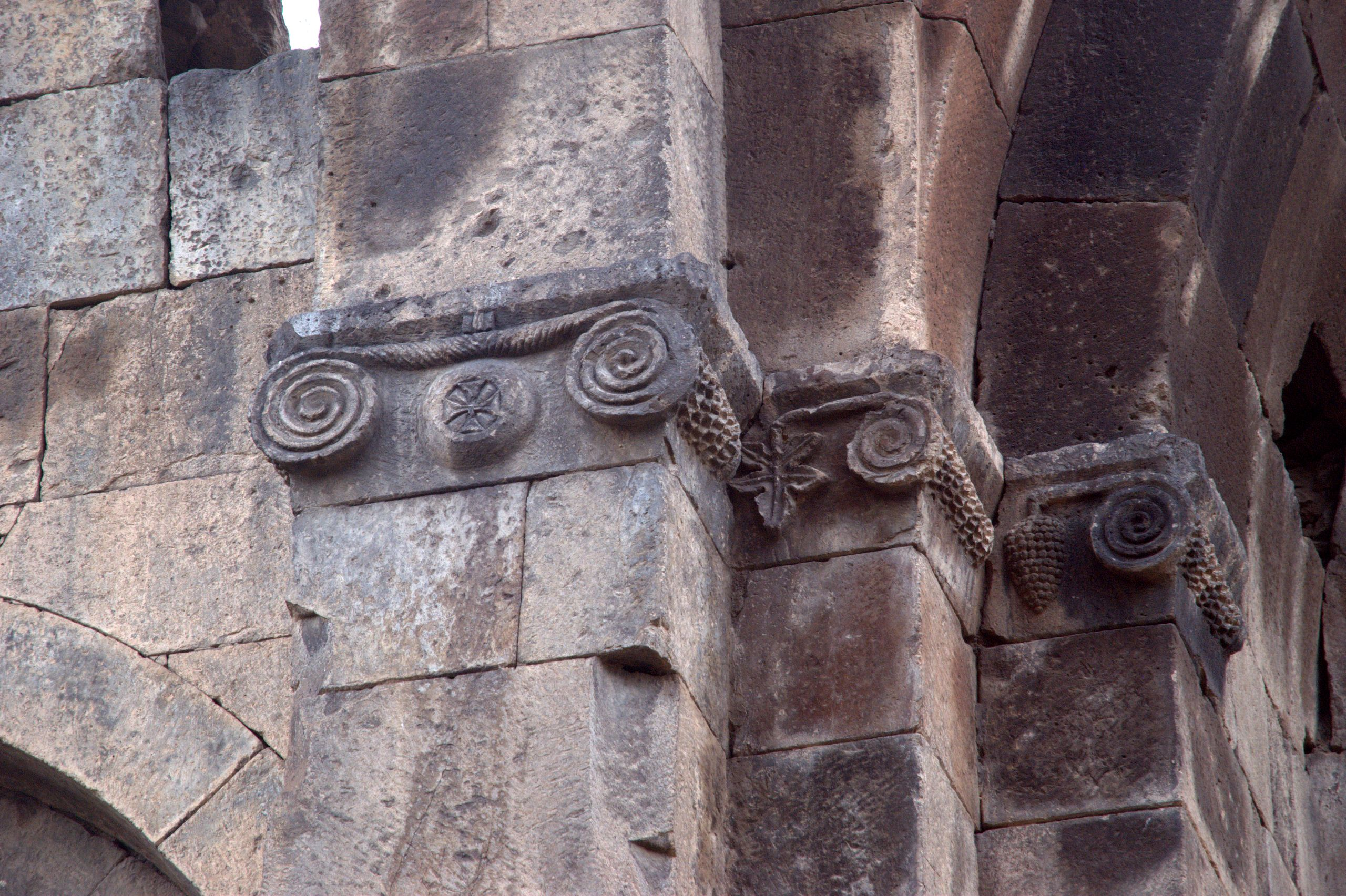
élément décoratif